# Кирилл (архимандрит Курковского монастыря)
Кирилл (1760/4 — 1825) — архимандрит Курковского Рождество-Богородичного монастыря Русской православной церкви.

## Биография
О мирской жизни Кармазинского сведений почти не сохранилось, известно лишь, что он родился в 1760 или 1764 году в Адрианополе; по одним сведениям грек, светского звания, по другим, молдаванин, сын священника-дворянина. В ранние годы его жизни его родители переселились сначала в Валахию, потом в Молдавию. Здесь он получил образование, учился «молдавской и греческой грамоте» в «греческой школе». В малолетстве оставшись сиротой, был взят молдавским митрополитом Гавриилом Калимахом на свое попечение и 16 апреля 1778 года был пострижен в рясофор в монастыре Рышке. 
10 марта 1783 года гушским епископом Иаковом посвящен в иеродиакона, а 20 сентября 1788 года в иеромонаха. 
25 августа 1792 года митрополитом Иаковом отец Кирилл назначен игуменом молдавского Слатинского монастыря (или «Пангарац»). За два года управления этим монастырем Кирилл обстроил его и привел в прекрасное с внешней стороны состояние. 
В 1794 году переведен архимандритом в монастырь «Рышку». Когда на место Иакова вступил на митрополию Вениамин, Кирилл подвергся с его стороны гонениям, уволился в 1805 году от управления монастырем и оставался в продолжение пяти лет без должности. Когда русские войска заняли Молдавию и духовным её правителем был назначен митрополит Гавриил (Бадони-Банулеско), в звании экзарха Священного Синода (с 27 марта 1808 года), Кирилл был вызван в ясскую митрополию и определен первоприсутствующим Ясской духовной консистории, настоятелем училищного монастыря «Соколы» и наместником митрополии. Тогда же Кирилл получил благословения от митрополита употреблять при богослужении митру и архимандричий посох. По ходатайству главнокомандующего дунайскою армией графа Каменского, отец Кирилл получил 31 июля 1810 года золотой наперсный крест. 
В 1811 году отец Кирилл был переведен настоятелем Галатского монастыря «Преклоненного Гробу Господню»; в этой должности состоял до 12 октября 1812 года, до выхода российских войск из Молдавии, после чего, оставив все должности, удалился в монастырь «Рышку», где имел собственную келью. 

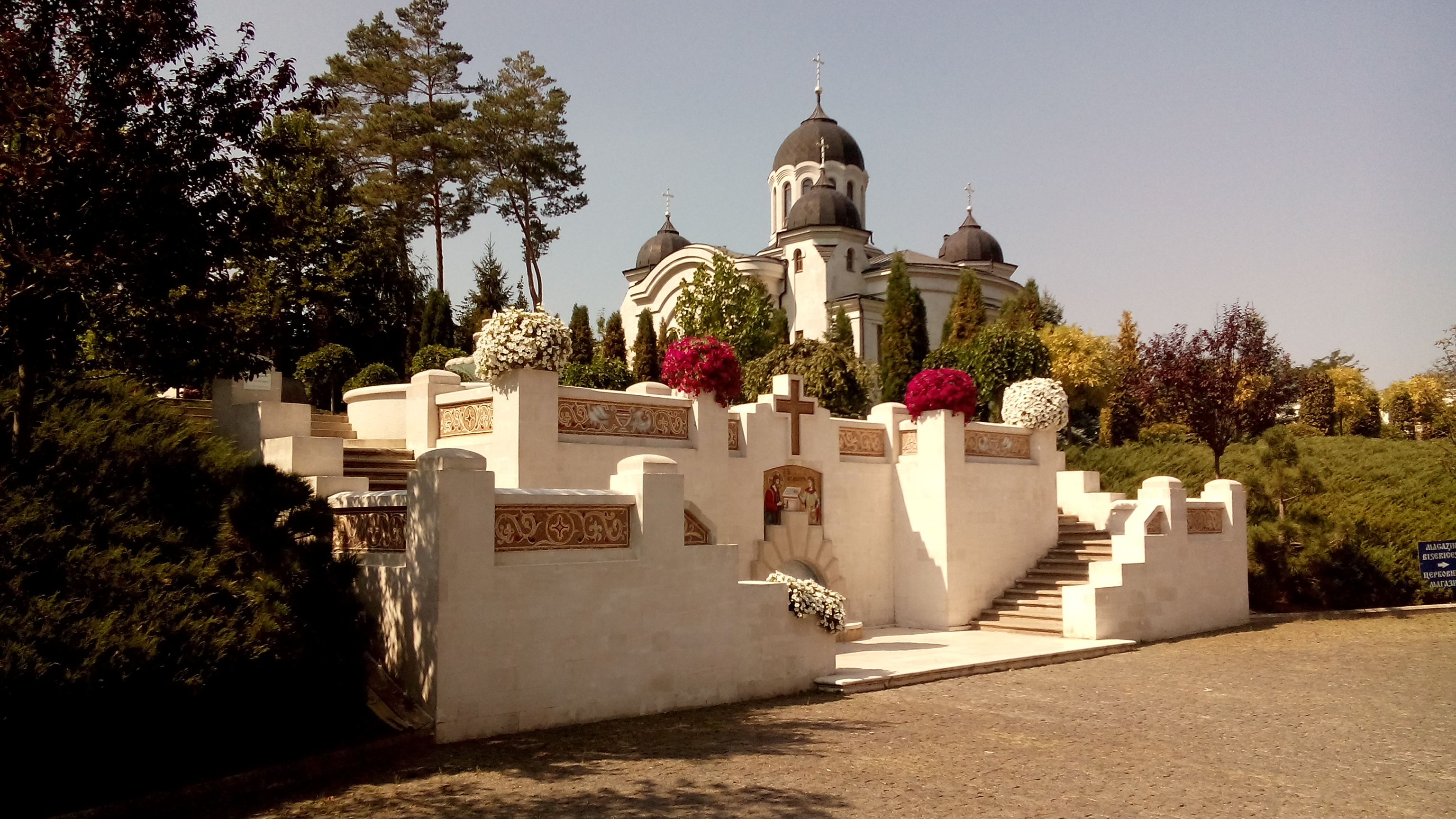
Курковский монастырь

Восстановленный после этого в своих правах молдавский митрополит Вениамин начал жестокие гонения против духовных молдаван, которые «под российским правлением» занимали разные должности. Кириллу он приказал переселиться в Нямецкий монастырь. Но когда Кирилл отказался повиноваться, осудил его на безысходное пребывание в Секульском монастыре. Тогда Кирилл явился в Яссы искать справедливости пред судом, но здесь сам подпал суду враждебно настроенных против России греческих монахов, которые привлекли к суду всех монастырских начальников, поставленных русскою властью во время пребывания русских войск в Молдавии, взводя на них обвинение в растрате и расхищении церковных ценностей. Это обвинение однако ничем не подтвердилось на суде и обвиняемые были освобождены. 
После этого Кирилл вышел в Россию, в августе 1813 года явился в Кишинев к своему покровителю, преосвященному Гавриилу Бадони, с 21 марта 1813 года состоявшему митрополитом кишиневским, здесь принял присягу на русское подданство и был определен настоятелем Курковского Рождество-Богородичного монастыря. 
По высочайшему рескрипту от 4 мая 1818 года, отец Кирилл получил орден Святой Анны 2-й степени и 400 рублей ежегодной пенсии за приверженность и услуги Российской империи. 
7 января 1821 года архимандрит Кирилл оставил настоятельство в монастыре и проживал в Кишиневском архиерейском доме до самой смерти; скончался 23 марта 1825 года.